# Zečevo (Krk)
Zečevo ili Zec je nenaseljeni otočić u hrvatskom dijelu Jadranskog mora.
Njegova površina iznosi 0,055681 km². Dužina obalne crte iznosi 0,94 km.
Visine je oko 12 metara.

## Smještaj
Zečevo se nalazi u Kvarnerskom zaljevu, na sjeveru Velebitskog kanala, 5 km zapadno od Senja i 1,7 km istočno od otoka Krka. Smješten je uz krajnju jugoistočnu obalu Krka i pripada njegovom otočju.
Administrativno je u okviru općine Baška.

## Obilježja
Najveća visina otočića je 12 m. Obale su mu niske, ali stjenovite i nepristupačne. Dubina oko Zečeva je oko 60 metara. Najizloženiji je buri koja najveće brzine dostiže upravo u Velebitskom kanalu. Na Zečevu nema mola ni pristaništa, niti svjetionika.